# Archives départementales du Gard
Les archives départementales du Gard sont l'institution de conservation culturelle, chargée de collecter les archives publiques et privées sur tous supports produites dans les territoires formant l'actuel département du Gard, de les conserver, de les classer et de les mettre à la disposition du public en tant que preuves juridiques de l'action publique et comme sources de la recherche. Placée sous l'autorité du préfet depuis leur création, les archives départementales du Gard relèvent désormais du conseil départemental du Gard.

## Histoire
De 1911 à 2013, les archives départementales ont occupé les locaux de l'ancien grand séminaire de Nîmes, rue des Chassaintes. 
Le 22 avril 2014, un nouveau bâtiment de 3 niveaux comprenant 33 magasins de stockage pour 40 kilomètres d'archives est inauguré, rue du Forez.

## Liste des directeurs
- avant 1864 : ?
- Alexandre de Lamothe (1864[2]-1881)
- Jean-Pierre Goirand (1881)[3]
- Édouard Bondurand (1881-1922)
- Hyacinthe Chobaut (1923-1928)
- Marcel Gouron (1928-1951)
- Jean Sablou (1951-1976)
- Robert Debant (1976-1993)
- Alain Venturini (1993-2001)
- Marie-Claire Pontier (2001-2014)
- Nadine Rouayroux (2014-2018)
- Pascale Bugat (2018-2023)
- depuis 2023 : Corinne Porte

## Fonds d’archives et documents conservés

### Généralités
Les Archives départementales du Gard conservent de nombreux fonds d'archives d'origine publique et privée, une bibliothèque historique et administrative, des collections de presse de référence et de riches collections iconographiques. 

### Principaux fonds
Les dossiers et documents d'archives ne sont pas classés par sujet, mais répartis suivant le cadre de classement des Archives départementales, dans différentes séries en fonction de leur provenance  (principe du respect des fonds d'archives) ou de leur support.
Outil fondamental  de travail pour la gestion des archives, le cadre de classement des archives départementales  permet à la fois de répartir les archives par grands ensembles cohérents et de formuler la référence officielle des documents et des dossiers conservés. Il permet aux chercheurs de formuler leur recherche et de s'orienter rapidement vers les ensembles de documents les plus pertinents.
Ce cadre de classement est appliqué dans tous les services d'archives départementaux. Il est constitué de subdivisions nommées "séries" (ex. série M : Archives de la préfecture et de ses services) et "sous-séries" (ex. Sous-série 1 M : Administration générale)
Les cadres de classement peuvent présenter des particularités liées à l'histoire propre du territoire qu'ils couvrent (séries d'archives sans objet, non constituées, limites chronologiques, archives d'organismes aujourd'hui étrangers, etc.).
Les Archives départementales du Gard ont choisi de développer leur offre en instruments de recherches en ligne et de substituer peu à peu des instruments de recherche électroniques actualisés à leur collection d'instruments de recherche papier disponibles en salle de lecture (publications imprimées et instruments de recherche dactylographiés). 

#### Archives publiques antérieures à 1946
- série A : Actes du pouvoir souverain et domaine public
- série B : Cours et juridiction (série non classée)
- série C : Administrations provinciales, contrôle des actes
- série D : Instruction publique, sciences et arts
- série E :  Féodalité, communes, bourgeoisie, familles, notaires
- sous-série 1 E: familles, seigneuries, chartriers
- sous-série 2 E : notaires
- sous-série 5 E : registres paroissiaux d'Ancien Régime et registres d'état civil depuis la Révolution
- sous-série 3 E : communautés, consulats
- sous-série 4 E : corporations et métiers
- série ETP: Fonds particuliers d'établissements et organismes publics
- série F : Fonds divers se rattachant aux archives civiles. Aux archives départementales du Gard cette série contient :
- sous-série 1 F : manuscrits
- sous-série 2 F : papiers de l'historien Albert Marignan (2 F 1-441)
- sous-série 3 F : recueil de factums (mémoires judiciaires)
- série G : Clergé séculier
- série H : Clergé régulier
- Série I : Fonds divers se rattachant aux archives ecclésiastiques. Aux Archives départementales du Gard, cette série contient des registres et papiers des consistoires protestants.
- série K : Lois et actes du pouvoir central
- série L : Administration et tribunaux de la période révolutionnaire
- série M : Administration générale et économie
- série N : Administration et comptabilité départementales
- série O : Administration et comptabilité communales, vicinalité, dons et legs
- série P : Finances. Cadastre. Postes. Établissements de crédit
- série Q : Domaines. Enregistrement. Hypothèques.
- sous-série 1 Q : Domaines
- sous-série 2 Q : Domaines
- sous-séries 3 Q à 39 Q : Enregistrement
- sous-séries 40 Q à 43 Q : Hypothèques
- série R : Affaires militaires, organismes de temps de guerre
- série S : Travaux publics, chemin de fer, ports, inscription maritime
- série T : Instruction publique
- série U : Justice
- série V : Cultes
- série X : Administration hospitalière, bureaux de bienfaisance, assistance et prévoyance sociale
- série Y : Administrations pénitentiaires
- série Z : Sous-préfectures

#### Archives publiques postérieures à 1946
- série W : Série continue accueillant les archives publiques de toute provenance postérieures au 10 juillet 1940 (ou 1958 pour les documents judiciaires de la série U).

#### Archives publiques déposées
- série EDt : Archives communales déposées aux archives départementales du Gard
- série HDt : Archives hospitalières déposées

#### Archives d'origine privée
- série  J : Fonds et pièces isolées (dans l'ordre des acquisitions, 1 J), fonds privés divers (dans l'ordre d'arrivée, 2 J et suivants).

#### Séries par genre de support
- série Fi : Documents figurés et assimilés entrés par voie extraordinaire (référencés et présentés par sous-série distinctes). Pour le détail du contenu de chaque ensemble, consulter les inventaires en salle de lecture des Archives départementales du Gard.
- série Mi : Reproduction de documents d'archives sous forme de microformes
- série NUM : Reproduction de documents d'archives sur supports informatiques
- série AV : Documents sonores et audiovisuels entrés par voie extraordinaire

#### Bibliothèque
- BIB : Bibliothèque administrative et historique des archives départementales
- Bibliothèques conservées aux Archives départementales du Gard : Bibliothèque Albert Marignan (MAR), Bibliothèque de la direction départementale de l'agriculture, Fonds Ivan Gaussen, Fonds Germer-Durand).
- JR : Périodiques

## La Société d'histoire de Nîmes et du Gard

### Présentation
La Société d'histoire moderne et contemporaine de Nîmes (« et du Gard » après 1998) a son siège aux Archives.
Ayant pour ancêtre la Société d'histoire et d'archéologie de Nîmes et du Gard, active dans les années 1930 et 1940, elle est fondée en 1980 « par un groupe d’historiens de Nîmes », dont Armand Cosson, Raymond Huard, Robert Debant, Christiane et Victor Lassalle, Jean-François Foucaud et Jean Roger.
Elle devient en 2022 « Société d'histoire de Nîmes et du Gard », après avoir absorbé la défunte Association Guillaume-Nogaret.

### Travaux
Elle a pour but de « susciter, encourager et diffuser les recherches portant sur l'histoire de Nîmes, de sa région et de l’ensemble du Gard du XVIe siècle au XXIe siècle ». À cette fin, elle organise des conférences et divers colloques annuels, dont plusieurs volumes d'acte ont été publiés : 
- La République en Languedoc et Roussillon (1792-1958)[10],
- Religion, révolution, contre-révolution dans le Midi (1789-1799) (1989[11])[12],
- Les Rabaut : du désert à la Révolution (1988[13])[14],
- Charles Gide et l'école de Nîmes : une ouverture du passé vers l'avenir (1995[15])[16],
- Le Fort de Nîmes : de la citadelle à l'Université (1997)[17],
- Religions et pouvoirs dans le midi de la France de l'Antiquité à nos jours (2001)[18]
- Albert Soboul, vingt ans après (2003)[19],
- Nîmes et le Gard : fins de siècle (1500-2000) (2003)[20],
- Les Cultures politiques à Nîmes et dans le Bas-Languedoc du XVIIe siècle aux années 1970 (2010)[21],
- François Guizot (1787-1874), passé-présent (2010)[22],[23],[24],
- Nîmes et ses antiquités (2013)[25]
- Archéologie et patrimoine industriels dans le Bas-Languedoc oriental des années Colbert aux années Pompidou (2015)[26],
- et Hygiène et santé en Bas-Languedoc oriental du XVIIIe siècle aux lendemains du premier conflit mondial (2019)[27]

Elle édite le Bulletin de la Société d'histoire moderne et contemporaine de Nîmes, devenu la Revue d'histoire moderne et contemporaine de Nîmes et du Gard en 2002 — puis la Revue d'histoire de Nîmes et du Gard en 2017,,.

## Pour approfondir